# Канкаки (Илиноис)
Канкаки (енгл. Kankakee) град је у америчкој савезној држави Илиноис. По попису становништва из 2010. у њему је живело 27.537 становника.

## Демографија
Према попису становништва из 2010. у граду је живело 27.537 становника, што је 46 (0,2%) становника више него 2000. године.
| Група             | 2000.          | 2010.          |
| Белци             | 13.130 (47,8%) | 10.432 (37,9%) |
| Афроамериканци    | 11.291 (41,1%) | 11.244 (40,8%) |
| Азијати           | 87 (0,3%)      | 181 (0,7%)     |
| Хиспаноамериканци | 2.544 (9,3%)   | 5.107 (18,5%)  |
| Укупно            | 27.491         | 27.537         |